# Сен-Мартен-де-Каральп
Сен-Марте́н-де-Кара́льп (фр. Saint-Martin-de-Caralp) — коммуна во Франции, находится в регионе Юг — Пиренеи. Департамент коммуны — Арьеж. Входит в состав кантона Фуа-Рюраль. Округ коммуны — Фуа.
Код INSEE коммуны — 09269.

## Население
Население коммуны на 2008 год составляло 349 человек.
| 1962 | 1968 | 1975 | 1982 | 1990 | 1999 | 2008 |
| ---- | ---- | ---- | ---- | ---- | ---- | ---- |
| 178  | 194  | 218  | 212  | 242  | 288  | 349  |

## Экономика
В 2007 году среди 221 человека в трудоспособном возрасте (15—64 лет) 160 были экономически активными, 61 — неактивными (показатель активности — 72,4 %, в 1999 году было 75,4 %). Из 160 активных работали 148 человек (85 мужчин и 63 женщины), безработных было 12 (7 мужчин и 5 женщин). Среди 61 неактивного 22 человека были учениками или студентами, 25 — пенсионерами, 14 были неактивными по другим причинам.